# Parrocchie della diocesi di Acqui

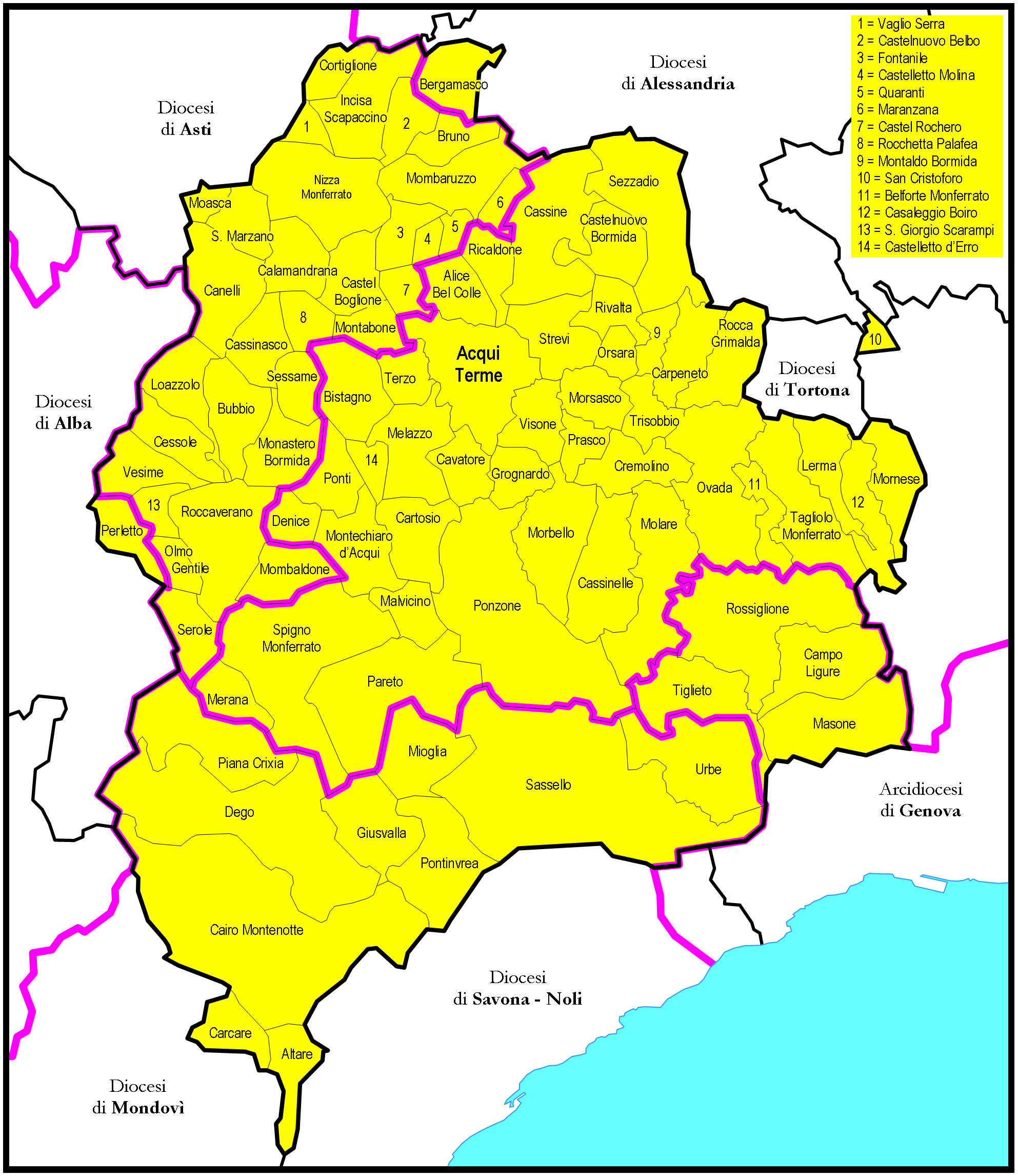
Il territorio della diocesi

Le parrocchie della diocesi di Acqui sono 115, suddivise tra le province di Alessandria, Asti, Genova e Savona.

## Zone pastorali
La diocesi è organizzata in 5 zone pastorali. 

### Zona pastorale Acquese-Alessandrina
| Parrocchia                        | Patrono                       | Comune              | Frazione/Quartiere |
| --------------------------------- | ----------------------------- | ------------------- | ------------------ |
| Acqui Terme - cattedrale          | Nostra Signora Assunta        | Acqui Terme         | centro             |
| Acqui Terme - Cristo Redentore    | Cristo Redentore              | Acqui Terme         | centro             |
| Acqui Terme - Madonna Pellegrina  | Madonna Pellegrina            | Acqui Terme         | centro             |
| Acqui Terme - San Francesco       | San Francesco d'Assisi        | Acqui Terme         | centro             |
| Alice Bel Colle                   | San Giovanni Battista         | Alice Bel Colle     | centro             |
| Cassine - Santa Caterina          | Santa Caterina                | Cassine             | centro             |
| Cassine - Santi Giacomo e Lorenzo | Santi Giacomo e Lorenzo       | Cassine             | centro             |
| Cartosio                          | Sant'Andrea Apostolo          | Cartosio            | centro             |
| Castelletto d'Erro                | Santissima Annunziata         | Castelletto d'Erro  | centro             |
| Castelnuovo Bormida               | Santi Quirico e Giulitta      | Castelnuovo Bormida | centro             |
| Cavatore                          | San Lorenzo Martire           | Cavatore            | centro             |
| Ciglione                          | San Bernardo                  | Ponzone             | Ponzone            |
| Grognardo                         | Sant'Andrea Apostolo          | Grognardo           | centro             |
| Lussito                           | Nostra Signora della Neve     | Acqui Terme         | Lussito            |
| Melazzo                           | San Bartolomeo Apostolo       | Melazzo             | centro             |
| Moirano                           | Beata Vergine delle Grazie    | Acqui Terme         | Moirano            |
| Morbello                          | San Sisto                     | Morbello            | centro             |
| Morsasco                          | San Bartolomeo Apostolo       | Morsasco            | centro             |
| Orsara Bormida                    | San Martino Vescovo           | Orsara Bormida      | centro             |
| Piancastagna                      | San Rocco                     | Ponzone             | Piancastagna       |
| Ponzone                           | San Michele Arcangelo         | Ponzone             | centro             |
| Prasco                            | Santi Nazario e Celso         | Prasco              | centro             |
| Ricaldone                         | Santi Simone e Giuda Apostoli | Ricaldone           | centro             |
| Rivalta Bormida                   | San Michele Arcangelo         | Rivalta Bormida     | centro             |
| Sezzadio                          | Santa Maria Immacolata        | Sezzadio            | centro             |
| Strevi                            | San Michele Arcangelo         | Strevi              | centro             |
| Terzo d'Acqui                     | San Maurizio martire          | Terzo               | centro             |
| Visone                            | Santi Pietro e Paolo          | Visone              | centro             |

### Zona pastorale Due Bormide
| Parrocchia                  | Patrono                             | Comune               | Frazione/Quartiere |
| --------------------------- | ----------------------------------- | -------------------- | ------------------ |
| Roccaverano                 | Annunciazione di Maria              | Roccaverano          | centro             |
| Bistagno                    | San Giovanni Battista               | Bistagno             | centro             |
| Bubbio                      | Nostra Signora Assunta              | Bubbio               | centro             |
| Cessole                     | Nostra Signora Assunta              | Cessole              | centro             |
| Denice                      | San Lorenzo Martire                 | Denice               | centro             |
| Loazzolo                    | Sant'Antonio Abate                  | Loazzolo             | centro             |
| Malvicino                   | San Michele Arcangelo               | Malvicino            | centro             |
| Merana                      | San Nicolao                         | Merana               | centro             |
| Mombaldone                  | San Nicolao                         | Mombaldone           | centro             |
| Monastero Bormida           | Santa Giulia                        | Monastero Bormida    | centro             |
| Montechiaro d'Acqui         | Santi Anna e Giorgio Martire        | Montechiaro d'Acqui  | centro             |
| Pareto                      | San Pietro Apostolo                 | Pareto               | centro             |
| Perletto                    | Santi Vittore e Guido               | Perletto             | centro             |
| Ponti                       | Nostra Signora Assunta              | Ponti                | centro             |
| San Giorgio Scarampi        | San Giorgio Martire                 | San Giorgio Scarampi | centro             |
| San Girolamo di Roccaverano | San Girolamo                        | Roccaverano          | San Girolamo       |
| Serole                      | San Lorenzo Martire                 | Serole               | centro             |
| Sessame                     | San Giorgio Martire                 | Sessame              | centro             |
| Spigno Monferrato           | Sant'Ambrogio                       | Spigno Monferrato    | centro             |
| Vesime                      | N. S. Assunta e San Martino Vescovo | Vesime               | centro             |

### Zona pastorale Ovadese-Genovese
| Parrocchia            | Patrono                                   | Comune              | Frazione/Quartiere    |
| --------------------- | ----------------------------------------- | ------------------- | --------------------- |
| Ovada                 | Nostra Signora Assunta                    | Ovada               | centro                |
| Belforte Monferrato   | Natività di Maria Vergine e San Colombano | Belforte Monferrato | centro                |
| Campo Ligure          | Natività di Maria Vergine                 | Campo Ligure        | centro                |
| Carpeneto             | San Giorgio Martire                       | Carpeneto           | centro                |
| Casaleggio Boiro      | San Martino Vescovo                       | Casaleggio Boiro    | centro                |
| Cassinelle            | Santa Margherita Vergine e Martire        | Cassinelle          | centro                |
| Costa d'Ovada         | Nostra Signora della Neve                 | Ovada               | Costa                 |
| Cremolino             | Nostra Signora del Carmine                | Cremolino           | centro                |
| Lerma                 | San Giovanni Battista                     | Lerma               | centro                |
| Martina Olba          | Santi Giacomo e Rocco                     | Urbe                | Martina Olba          |
| Masone                | Cristo Re e Nostra Signora Assunta        | Masone              | centro                |
| Molare                | Nostra Signora della Pieve                | Molare              | centro                |
| Madonna delle Rocche  | Nostra Signora delle Rocche               | Molare              | Madonna delle Rocche  |
| Montaldo Bormida      | San Michele Arcangelo                     | Montaldo Bormida    | centro                |
| Mornese               | San Silvestro                             | Mornese             | centro                |
| Rocca Grimalda        | San Giacomo Maggiore Apostolo             | Rocca Grimalda      | centro                |
| Rossiglione Inferiore | Nostra Signora Assunta                    | Rossiglione         | Rossiglione Inferiore |
| Rossiglione Superiore | Santa Caterina                            | Rossiglione         | Rossiglione Superiore |
| San Cristoforo        | San Cristoforo                            | San Cristoforo      | centro                |
| San Pietro d'Olba     | San Pietro Apostolo                       | Urbe                | San Pietro d'Olba     |
| Tagliolo Monferrato   | San Vito Martire                          | Tagliolo Monferrato | centro                |
| Tiglieto              | Santa Maria Assunta                       | Tiglieto            | centro                |
| Trisobbio             | Beata Vergine Assunta                     | Trisobbio           | centro                |

### Zona pastorale di Nizza-Canelli
| Parrocchia                       | Patrono                             | Comune              | Frazione/Quartiere  |
| -------------------------------- | ----------------------------------- | ------------------- | ------------------- |
| Canelli - San Tommaso            | San Tommaso Apostolo                | Canelli             | centro              |
| Nizza Monferrato - duomo         | San Giovanni Battista in Lanero     | Nizza Monferrato    | centro              |
| Bazzana                          | Nostra Signora Addolorata           | Mombaruzzo          | Bazzana             |
| Bergamasco                       | Natività di Maria Vergine           | Bergamasco          | centro              |
| Bruno                            | Nostra Signora Annunziata           | Bruno               | centro              |
| Calamandrana Alta                | Santa Maria Immacolata              | Calamandrana        | Calamandrana Alta   |
| Calamandrana Bassa               | Sacro Cuore di Gesù                 | Calamandrana        | Calamandrana Bassa  |
| Canelli - Sacro Cuore            | Sacro Cuore di Gesù                 | Canelli             | centro              |
| Canelli - San Leonardo           | San Leonardo                        | Canelli             | centro              |
| Cassinasco                       | Sant'Ilario di Poitiers             | Cassinasco          | centro              |
| Castel Boglione                  | Sacro Cuore di Gesù e N. S. Assunta | Castel Boglione     | centro              |
| Castel Rocchero                  | Sant'Andrea Apostolo                | Castel Rocchero     | centro              |
| Castelletto Molina               | San Bartolomeo Apostolo             | Castelletto Molina  | centro              |
| Castelnuovo Belbo                | San Biagio                          | Castelnuovo Belbo   | centro              |
| Cortiglione                      | San Siro                            | Cortiglione         | centro              |
| Fontanile                        | San Giovanni Battista               | Fontanile           | centro              |
| Incisa - San Giovanni            | San Giovanni Battista               | Incisa Scapaccino   | centro              |
| Incisa - Santi Vittore e Corona  | Santi Vittore e Corona              | Incisa Scapaccino   | Borgo Madonna       |
| Maranzana                        | San Giovanni Battista               | Maranzana           | centro              |
| Moasca                           | San Pietro Apostolo                 | Moasca              | centro              |
| Mombaruzzo                       | Santa Maria Maddalena               | Mombaruzzo          | centro              |
| Mombaruzzo                       | Cuore Immacolata di Maria           | Mombaruzzo          | Mombaruzzo Stazione |
| Montabone                        | Sant'Antonio Abate                  | Montabone           | centro              |
| Nizza Monferrato - San Siro      | San Siro                            | Nizza Monferrato    | centro              |
| Nizza Monferrato - Sant'Ippolito | Sant'Ippolito                       | Nizza Monferrato    | centro              |
| Quaranti                         | San Lorenzo Martire                 | Quaranti            | centro              |
| Rocchetta Palafea                | Sant'Evasio                         | Rocchetta Palafea   | centro              |
| San Marzano Oliveto              | San Marziano                        | San Marzano Oliveto | centro              |
| Vaglio Serra                     | San Pancrazio                       | Vaglio Serra        | centro              |

### Zona pastorale Savonese
| Parrocchia             | Patrono                                    | Comune           | Frazione/Quartiere     |
| ---------------------- | ------------------------------------------ | ---------------- | ---------------------- |
| Altare                 | Sant'Eugenio                               | Altare           | centro                 |
| Cairo Montenotte       | San Lorenzo Martire                        | Cairo Montenotte | centro                 |
| Bragno                 | Cristo Re                                  | Cairo Montenotte | Bragno                 |
| Carcare                | San Giovanni Battista                      | Carcare          | centro                 |
| Dego                   | Sant'Ambrogio                              | Dego             | centro                 |
| Ferrania               | Santi Pietro e Paolo                       | Cairo Montenotte | Ferrania               |
| Giusvalla              | San Matteo apostolo ed evangelista         | Giusvalla        | centro                 |
| Maddalena              | Santa Maria Maddalena                      | Sassello         | Maddalena              |
| Mioglia                | Sant'Andrea Apostolo                       | Mioglia          | centro                 |
| Piana Crixia           | Santi Eugenio, Vittore e Corona Martiri    | Piana Crixia     | centro                 |
| Pontinvrea             | San Lorenzo Martire                        | Pontinvrea       | centro                 |
| Rocchetta Cairo        | Sant'Andrea Apostolo                       | Cairo Montenotte | Rocchetta              |
| San Giuseppe del Cairo | San Giuseppe                               | Cairo Montenotte | San Giuseppe del Cairo |
| Sassello               | Santissima Trinità e San Giovanni Battista | Sassello         | centro                 |
| Vispa                  | Cuore Immacolato di Maria                  | Carcare          | Vispa                  |